# مسيحية باطنية

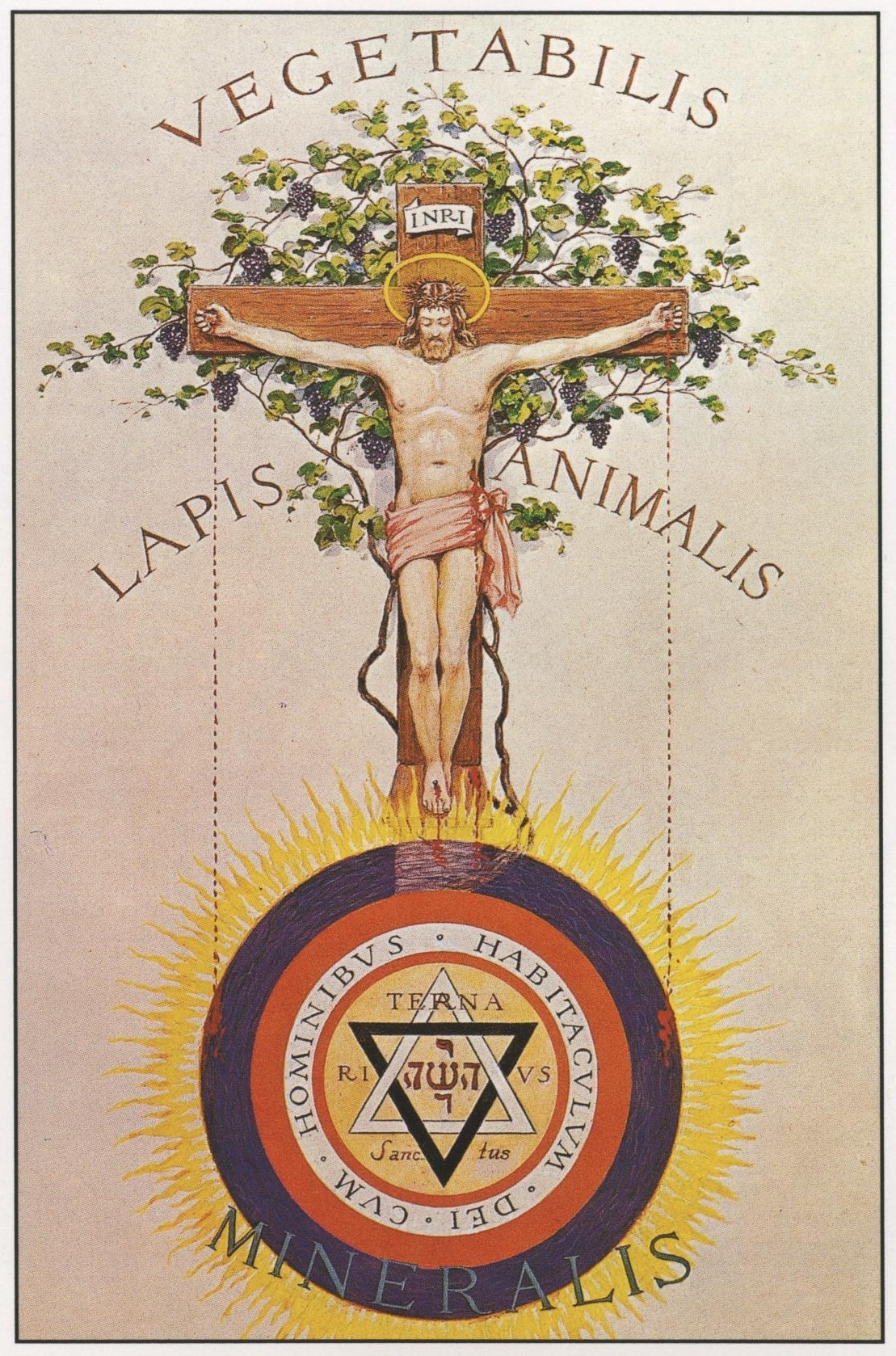
الصلب الوردي: الصلب الشمسي - مثال بارز للمعرفة الفلكية التي يمتلكها ما يسمى بعالم ما قبل التاريخ.

تُعتبر المسيحية الباطنية (المرتبطة بالمتون الهرمسية منذ عصر النهضة) مجموعة من اللاهوت المسيحي، تقترح أن بعض التعاليم الروحية في المسيحية لا يمكن أن يفهمها إلا أولئك الذين خضعوا لطقوس معينة (مثل المعمودية) ضمن الدين، وفي المسيحية السائدة، توجد فكرة مشابهة بأن الإيمان هو الوسيلة الوحيدة التي يمكن من خلالها فهم الله بشكل حقيقي، وصيغ مصطلح باطني في القرن السابع عشر، وهو مشتق من الكلمة اليونانية (ἐσωτερικός)، بمعنى «داخلي».
وتشترك هذه التيارات الروحية ببعض القواسم، مثل اللاهوت المسيحي الهرطقي أو الابتداعي، والأناجيل المطابقة للشرع الكنسي، ونماذج متنوعة من الأدب الرؤيوي، وبعض الأناجيل المنحولة مثل النصوص المقدسة، والنهج السري، وهو تقليد شفهي مزعوم من الرسل الإثني عشر يحتوي على تعاليم باطنية ليسوع المسيح.

## باطنية روحانية
يشتق مصطلح الباطنية الروحانية من الكلمة اليونانية (μυω)، التي تعني «الإخفاء»، وكلمة (μυστικός) أو (mystikos) المشتقة منها، والتي تعني «بدء»، وفي العالم الهلنستي، أشارت كلمة باطني إلى طقوس دينية سرية، وافتقر استخدام هذه الكلمة إلى أي إشارات مباشرة لما هو خارق للطبيعة، وعنت (mystikos) بدء دين سري.
يمنح علماء اللاهوت اسم السر للحقائق المكشوفة التي تتجاوز قوى العقل الطبيعي، لذا يمكن اعتبار السر بالمعنى الضيق حقيقة تتجاوز الفكر المخلوق.

## الجذور القديمة
يعتقد بعض العلماء الحديثين أنه في المراحل المبكرة من المسيحية الأرثوذكسية الأولى (غير الغنوصية)، وُرثت نواة للتعاليم الشفهية من اليهودية الفلسطينية والهلنسيتية، وفي القرن الرابع، اعتُقد أنها شكلت أساس العادات الشفهية السرية الني أصبحت تُسمى النهج السري، ولكن يعتقد علماء اللاهوت السائد أنها احتوت على تفاصيل طقوسية فقط إلى جانب تقاليد معينة أخرى ما زالت جزءًا من بعض أفراع المسيحية السائدة، ومن المؤثرين المهمين على المسيحية الباطنية، عالما اللاهوت المسيحيين إكليمندس الإسكندري وأوريجانوس، وهما الشخصيتان الرئيسيتان في المدرسة الإسكندرية المسيحية.
قبلت معظم الطوائف المسحية الغنوصية اعتقاد التقمص، ومن بينها الفالانتينوسية والبازيليدية، ولكن رفضه الأورثوذوكس الأوائل، ورغم افتراض أوريجانوس مخططًا معقدًا ومتعدد العوالم لتناسخ الأرواح في كتابه المبادئ، فإنه ينكر التقمص بعبارات لا لبس فيها في كتابه معارضة سيلسوس وفي أعمال أخرى.
ورغم هذا التناقض الواضح، تعود العديد من الحركات المسيحية الباطنية الحديثة لكتابات أوريجانوس (إلى جانب آباء كنسيين آخرين ومقاطع إنجيلية)، للتحقق من هذه الأفكار كجزء من تقاليد المسيحية الباطنية خارج المدارس الغنوصية، والتي اعتبرت مهرطقة تباعًا في القرن الثالث.
تصف الباحثة جان شيبس كنيسة يسوع المسيح لقديسي الأيام الأخيرة بأنها تتضمن عناصر باطنية.